# Elisabeth Kiausch
Elisabeth Kiausch (* 19. Januar 1933 in Hamburg) ist eine deutsche Politikerin (SPD). Sie gehörte von 1970 bis 2004 der Hamburgischen Bürgerschaft an, war dort unter anderem von Juni bis September 1987 sowie von 1991 bis 1993 Bürgerschaftspräsidentin und 1987/88 Senatorin für Finanzen.

## Leben und Familie
Kiausch ist eine Nichte von Felix von Eckardt (CDU).
Nach der Schulausbildung absolvierte sie von 1949 bis 1952 eine Ausbildung zur Schriftsetzerin in einer Hamburger Druckerei (Gesellenprüfung). Anschließend arbeitete sie mehrere Jahre als Werbegrafikerin; später als Sachbearbeiterin im Einkauf eines Hamburger Zeitschriftenverlages. 1966 erfolgte eine Prüfung zur Einzelhandelskauffrau. Als selbstständige Einzelhandelskauffrau war sie von 1966 bis 1969 tätig.
Sie war verheiratet mit Manfred Kiausch (1931–2009) und ist Mutter von zwei Kindern.

## Politik
Kiausch trat 1951 der SPD bei. Sie war u. a. Mitglied des Landesvorstandes der SPD Hamburg. Von 1966 bis 1970 war sie Bezirksabgeordnete der Bezirksversammlung Hamburg-Eimsbüttel.
Im April 1970 ist sie in die Hamburgische Bürgerschaft gewählt worden. Geschäftsführerin der SPD-Bürgerschaftsfraktion war sie von 1978 bis 1987. 1987 war Kiausch kurzzeitig Präsidentin der Hamburgischen Bürgerschaft, und zwar von Juni bis September. Sie war damit die allererste Frau überhaupt, die an der Spitze eines deutschen Landesparlamentes vorstand.
Im September 1987 ist sie in den Senat von Dohnanyi IV gewählt worden; sie war Präses der Finanzbehörde, anschließend Leiterin des Senatsamtes für den Verwaltungsdienst, des Senatsamtes für Bezirksangelegenheiten und des Staatsarchivs. Von 1991 bis 1993 war sie wiederum Präsidentin der Hamburgischen Bürgerschaft. Vorsitzende ihrer Fraktion war sie von 1996 bis 1997. Kiausch gehörte von April 1970 bis März 2004 für 34 Jahre der Hamburgischen Bürgerschaft an und war eine der drei dienstältesten Parlamentarier der Bundesrepublik Deutschland. Während ihrer Zugehörigkeit zur Exekutive ruhte ihr Mandat. In ihrer letzten Wahlperiode als Bürgerschaftsabgeordnete war sie zunächst kurzzeitig Alterspräsidentin und dann Mitglied des Haushalts- und des Rechtsausschusses.
Politisch zu Hause ist sie in der Partei in Hamburg-Eidelstedt und arbeitet hier seit mehr als 60 Jahren im Vorstand mit.

## Sonstiges
Sie ist Beiratsmitglied des Freundeskreises Ausbildung ausländischer Offiziere an der Führungsakademie der Bundeswehr e. V.